# Circondario di Sigmaringen
Il circondario di Sigmaringen è uno dei circondari dello stato tedesco del Baden-Württemberg.
Fa parte del distretto governativo di Tubinga.

## Città e comuni
(Abitanti il 31 dicembre 2022)
| Città 1. Bad Saulgau (17 702) 2. Gammertingen (6 318) 3. Hettingen (1 803) 4. Mengen (9 995) 5. Meßkirch (8 737) 6. Pfullendorf (13 616) 7. Scheer (2 544) 8. Sigmaringen (18 375) 9. Veringenstadt (2 146) | Comuni 1. Beuron (687) 2. Bingen (2 738) 3. Herbertingen (4 805) 4. Herdwangen-Schönach (3 493) 5. Hohentengen (4 335) 6. Illmensee (2 070) 7. Inzigkofen (2 975) 8. Krauchenwies (5 087) 9. Leibertingen (2 169) 10. Neufra (1 845) 11. Ostrach (7 017) 12. Sauldorf (2 580) 13. Schwenningen (1 681) 14. Sigmaringendorf (3 735) 15. Stetten am kalten Markt (4 821) 16. Wald (2 771) |